# Свети Николай (Катуница)
Църквата „Св. Николай“ е енорийски храм в село Катуница, община Садово, област Пловдив.
През 1982 г. църквата е декларирана с писмо № 2399 в НИПК (днес НИНКН) като архитектурно-строителна недвижима културна ценност.

## Местоположение
Църквата се намира в западния край на селото на улица Училищна, в близост до кметството и училището.

## История
Не са запазени документални свидетелства, свързани конкретно с изграждането и украсата на сегашната църква. Също така е не е известно дали на мястото на сегашната църква е съществувала по-ранна. Според С. Николов през 1833 г. жителите на село Катуница са отправили молба към тогавашния пловдивски митрополит Никифор за разрешение за изграждане на църква в селото. Тези сведения не са подкрепени с писмени извори, така че не може да се определи кога точно започва строежът на сградата. Със сигурност може да се посочи годината на неговото завършване и освещаване. За това се съди по вградената в пода на църквата мраморна плоча с двуглав орел в центъра, над който има полузаличен гръцки надпис и годината 1834. Според сведения от местните жители, записани през 1939 г. от енорийския свещеник Костадин Златанов, мраморната плоча е поставена в деня на освещаване на храма. В запазените по-нови документи за историята на църквата се споменава за разрушена камбанария по време на Чирпанското земетресение през 1928 г., която е възобновена в рамките на няколко месеца през 1934 г.

## Архитектура
Църквата е трикорабна, едноапсидна псевдобазилика, покрита с двускатен покрив. Сградата е полувкопана в земята, изградена от ломени и речни камъни, споени с хоросан. Наосът е разделен от два реда колони, като всеки един от корабите е покрит с полуцилиндричен свод. Храмът има два входа – един на северната и един на западната страна, затворени с дървени врати, обковани с метални листове. Сградата има по-късни преустройства. Към западната фасада са изградени помещения, които нямат литургична функция, а над северния вход е издигнат портик с едноскатен покрив. От запазен план за регулация се вижда, че тези помещения вече са съществували към 1932 г.

## Художествена украса
Художествената украса на църквата е създадена на няколко етапа през XIX и XX век. От годината на освещаване на църквата датират пет икони от царския ред на иконостаса. Според С. Николов от този първоначален етап на украса датират и стенописите около северния вход, където според същия автор е поместен ктиторски портрет на Златан Вълчов. Той погрешно интерпретира сцената Грешното изповедание, която се намира в ляво от северния вход на църквата. Всъщност степисите около северния вход датират от 1866 г., а името на Златан Вълчов е изредено заедно с имената на други ктитори, платили за изписването им.
Вторият етап от украса на храма е от края на 40-те до средата на 60-те години на XIX в., когато са изписани по-голямата част от иконите на празничния ред на иконостаса и е създадена стенописната украса. През 30-те години на XX в. е обновена частично вътрешната декорация на храма. Известно е, че първоначално наетият художник Рилски не е удовлетворил очакванията на енорията и свиканата от нея комисия. Поради този факт е избран нов художник – Милю Балтев, който полага нов живописен слой върху регистъра на правите светци през 1933 – 1934 г. Според запазените документи способностите му са изпитани предварително през 1932 г., когато му е предоставена възможност да обнови някои от по-старите икони в църквата. Към края на XX в., между 1992 и 1998 г., също са извършвани обновления на храма, когато вероятно е обновена орнаменталната декорация в дебелините на арките, поддържащи свода над централния кораб.

### Иконостас
Иконостасът е дървен със семпла украса и три входа към олтара. Царските двери, които са на иконостаса, са поставени по-късно и вероятно са принадлежали на друга църква, имайки предвид различния стил на дърворезбената украса, която се отличава от останалата част на иконостаса. Иконостасът на църквата е работен на два основни етапа.
Първият етап е синхронен с нейното освещаване през 1834 г., когато Захари Зограф изписва пет царски икони, а една година по-късно още три. Това са иконите на св. св. Козма и Дамян, св. Николай, Богородица Одигитрия, Христос Пантократор, св. Йоан Кръстител, св. Атанасай, Възнесение на св. пророк Илия, св. Георги на кон. Иконите на Богородица Одигитрия, Христос Пантократор и Св. Николай не са точно датирани, но се допуска, че датират от 1834 г.
Вторият етап е около средата на XIX в., от края на 40-те до края на 50-те години, когато са изписани по-голямата част от иконите на празничния ред: св. ап. Тома, св.св. Козма и Дамян, св. Антоний Велики, св. Йоан Кръстител, св. св. Константин и Елена, св. Вартоломей и св. Варнава, св. Трифон, св. Мина, св. Дионисий Ареопагитски, св. Николай, св. Спиридон, св. Убрус, св. Теодор Тирон, Срещата на Мария Магдалена и Христос, св. Димитър, св. Николай Чудотворец, св. Харалампий и св. Мина, Рождество Христово, св. Арх. Михаил взима душата на богатия, св. ев. Марко, св. Георги, Вход Господен, св. Василий. Сред тях най-ранната запазена икона е Срещата на Мария Магдалена с Христос, изписана през 1847 г. от самоковския зограф Алекси Атанасов. Хронологически следват иконите на св. св. Константин и Елена, св. Убрус и св. Арх. Михаил взима душата на богатия от 1850 г., изписани от един същи неизвестен зограф. От 1855 г. датира иконата на св. Дионисий Ареопагитски. Останалите икони от този иконостасен ред са без подпис или дата. Иконите на св. ап. Тома, св. Антоний Велики, св. св. Козма и Дамян, св. ев. Марко също се преписват на ръката на Алекси Атанасов.
Повечето икони от празничния ред обаче остават неатрибуирани. Според Асен Василиев в църквата са работили братята зографи Христо Макриев, Исай Макриев, Серафим Макриев, Кузман Макриев заедно със синовете си. Не е изключено те да са автори на част от неидентифицираните икони.
От XX в. датират две икони от царския ред – една с образите на двама неизвестни светци-войни, поставена в най-северната част на иконостаса, и една с образа на св. Арх. Михаил, поставена на входа към протезиса.

### Стенописи
Според ктиторския надпис стенописите в цървата са работени от Алекси Атанасов през 1852 г. Алекси Атанасов е изписал сводовете над трите кораба. В най-източната част на свода над централния кораб, над олтара, е изписан образът на Христос Вехтий Денми, поместен в медальон. Над наоса са поместени сцени от Богородичните и Христовите празници, Деяния и Чудеса Христови, притчи Христови, сред които са запазени Притчата за блудния син, Притчата за лицемерието, Притчата за десетте девици, Притчата за бедния и богатия Лазар, Притчата за безплодородната смоковница. В централната част на свода в медальон е изписана фигурата на Христос, държащ евангелие, заобиколен от ангели и серафими. Най-западната част на свода е покрита от тъмносин, фон обсипан със звезди. В пространствата над арките, поддържащи свода на централния кораб, са изписани образите на дванадесетте апостоли, пророци и преподобни, сред които са св. ев. Матей, св. ап. Яков, св. ап. Филип, св. ев. Лука, св. пророк Илия, св. пророк Захарий, св. Евтимий, св. ап. Павел, св. ап. Симон, св. ев. Марко, св. ап. Вартоломей, св. ап. Тома, св. ев. Йоан Богослов, св. пророк Даниил, св. пророк Елисей, св. Йоан Рилски.
През 1866 г. Алекси Атанасов изписава пространството около северния вход на църквата под портика. Над входа е представен патрона на църквата св. Николай, заобиколен от образите на Христос и св. Богородица, поднасящи евангелие и омофор. В ляво от входа е запазена част от сцената Грешното изповедание, а в дясно от входа е представена сцената Страшният съд.

### Църковен мебелиар
От църкования мебелиар, датиращ от XIX век, е запазен архиерейският трон, който се намира между двата прозореца на южната стена. Върху него е поставена икона с образа на Христос Пантократор, която се преписва на зографа Янако Спиров.
В църквата се намира и проскинитарий. В него е поставено съвременно дървено ковчеже, в което се съхраняват мощи на различни светци.

## Галерия
- Интериор на църквата
- Св. ап. Матей
- Северна фасада на църквата
- Икона Свети Николай, Захари Зограф